# Bimota Tera
La Bimota Tera est un modèle de moto du constructeur italien Bimota.
La Tera est présentée lors du salon EICMA de 2023. Bimota avait déjà proposé, lors du même salon en 2022, une ébauche du cadre. C'est la première fois que Bimota propose son système Tesi, à savoir une moto dépourvue de la traditionnelle fourche télescopique avant au profit d'un bras oscillant et d'une direction dans le moyeu de la roue, sur un modèle orienté grand tourisme. Jusqu'à présent, les Tesi étaient des machines à vocation sportive.
Le moteur est un quatre cylindres en ligne de 998 cm3 alimenté par un compresseur, issu de la Kawasaki Ninja H2 et déjà utilisé sur la Tesi H2. Le constructeur annonce 200 ch à 11 000 tr/min, soit 31 ch de moins que sur la Tesi H2. La suralimentation en air est conservée.
L'amortissement est confié, pour l'avant et pour l'arrière, à deux amortisseurs Öhlins avec un débattement respectivement de 114 et 135 mm. En option, l'usine propose un ensemble de suspension semi-active Marzocchi, avec des débattements augmentés à 145 et 165 mm. Les bras oscillants sont en aluminium moulé.
Le freinage est assuré par Brembo avec deux disques à l'avant de 330 mm et des étriers à fixation radiale à quatre pistons et un disque à l'arrière de 220 mm avec un étrier double piston, tous pourvus d'ABS.
La Tera propose de série trois cartographies moteur, un antipatinage, un shifter agissant aussi bien à la montée qu'à la descente et un régulateur de vitesse.
Lors de sa présentation, la Tera se pare d'une robe aux couleurs du drapeau italien. Une autre version est présentée couleur sable, est pourvue de sacoches latérales en aluminium, d'une béquille centrale et d'une bulle redessinée.